# USS Carlson (DE-9)
USS Carlson (BDE-9/DE-9) là một tàu hộ tống khu trục lớp Evarts được Hải quân Hoa Kỳ chế tạo trong Chiến tranh Thế giới thứ hai. Nó là chiếc tàu chiến duy nhất của Hải quân Mỹ được đặt theo tên thủy thủ Daniel William Carlson (1899–1942), người phục vụ trên tàu khu trục Hammann (DD-412) và đã tử trận trong Trận Midway. Nó đã phục vụ cho đến khi chiến tranh kết thúc, xuất biên chế vào ngày 10 tháng 12 năm 1945 và xóa đăng bạ vào ngày 3 tháng 1 năm 1946. Con tàu bị bán để tháo dỡ vào ngày 17 tháng 10 năm 1946. Carlson được tặng thưởng hai Ngôi sao Chiến trận do thành tích phục vụ trong Thế Chiến II.

## Thiết kế và chế tạo
Những chiếc thuộc lớp tàu khu trục Evarts có chiều dài chung 289 ft 5 in (88,21 m), mạn tàu rộng 35 ft 1 in (10,69 m) và độ sâu mớn nước khi đầy tải là 8 ft 3 in (2,51 m). Chúng có trọng lượng choán nước tiêu chuẩn 1.140 tấn Anh (1.160 t); và lên đến 1.430 tấn Anh (1.450 t) khi đầy tải. Hệ thống động lực bao gồm bốn động cơ diesel General Motors Kiểu 16-278A nối với bốn máy phát điện để vận hành hai trục chân vịt; công suất 6.000 hp (4.500 kW) cho phép đạt được tốc độ tối đa 21 kn (24 mph; 39 km/h), và có dự trữ hành trình 4.150 nmi (4.780 mi; 7.690 km) khi di chuyển ở vận tốc đường trường 12 kn (14 mph; 22 km/h).
Vũ khí trang bị bao gồm ba pháo 3 in (76 mm)/50 cal trên tháp pháo nòng đơn có thể đối hạm hoặc phòng không, một khẩu đội 1,1 inch/75 caliber bốn nòng và chín pháo phòng không Oerlikon 20 mm. Vũ khí chống ngầm bao gồm một dàn súng cối chống tàu ngầm Hedgehog Mk. 10 (có 24 nòng và mang theo 144 quả đạn); hai đường ray Mk. 9 và tám máy phóng K3 Mk. 6 để thả mìn sâu.
Nguyên được dự định chuyển giao cho Hải quân Hoàng gia Anh, Carlson được đặt lườn như là chiếc BDE-9 tại Xưởng hải quân Boston ở Boston, Massachusetts vào ngày 27 tháng 11 năm 1942. Tuy nhiên kế hoạch chuyển giao bị hủy bỏ, và nó được hạ thủy vào ngày 9 tháng 1 năm 1943; được đỡ đầu bởi bà Daniel W. Carlson, vợ góa thủy thủ Carlson, và nhập biên chế cùng Hải quân Hoa Kỳ vào ngày 10 tháng 5 năm 1943 dưới quyền chỉ huy của Hạm trưởng, Đại úy Hải quân H. E. Purdy.

## Lịch sử hoạt động
Carlson khởi hành từ Norfolk, Virginia vào ngày 23 tháng 7,  1943 để đi Espiritu Santo, và đến nơi vào ngày 31 tháng 8. Trong bảy tháng tiếp theo nó hầu như hoạt động liên tục ngoài biển, hỗ trợ cho các chiến dịch tại khu vực Guadalcanal và phía Bắc quần đảo Solomon khi hộ tống các đoàn tàu vận tải và tuần tra chống tàu ngầm. Sau khi quay trở về San Francisco, California vào tháng 5,  1944 để đại tu, nó hoạt động huấn luyện phối hợp cùng tàu ngầm và phục vụ như mục tiêu giả lập cũng như canh phòng máy bay cho các tàu sân bay tại khu vực quần đảo Hawaii từ tháng 6 đến tháng 9, 1944.
Đi đến Eniwetok vào ngày 6 tháng 10, 1944, Carlson phục vụ hộ tống cho các chuyến vận tải đi lại giữa đảo này và Ulithi, chủ yếu là các tàu chở dầu, và như thế góp phần vào thành công của các chiến dịch tại Philippines, và sau đó tại Iwo Jima. Vào ngày 21 tháng 3, 1945, nó rời Ulithi để đi đến đảo Leyte, Philippines, và tham gia thành phần hộ tống cho lực lượng tấn công phía Nam trong chiến dịch đổ bộ lên Okinawa.
Đi đến ngoài khơi Okinawa vào đúng ngày đổ bộ 1 tháng 4, 1945, đội đặc nhiệm của Carlson tung ra đợt tấn công đổ bộ ban đầu lên hòn đảo. Trong suốt năm ngày tiếp theo, con tàu hoạt động tuần tra chống tàu ngầm vào ban ngày và rút lui ra biển vào ban đêm để bảo vệ cho các tàu vận tải. Từ ngày 6 đến ngày 17 tháng 4, nó thực hiện chuyến đi khứ hồi đến Saipan hộ tống các tàu vận tải và tàu chở hàng vận chuyển lực lượng tăng viện, rồi tuần tra canh phòng tại khu vực giữa Okinawa và Kerama Retto. Trong đêm đầu tiên, một máy bay Nhật Bản đã phóng một quả ngư lôi chui qua bên dưới mũi tàu một cách vô hại; và trong hai tuần lễ tiếp theo nó đã ba lần nổ súng đánh đuổi những máy bay Nhật tìm cách tấn công.
Sau một chuyến đi khứ hồi khác đến Saipan, Carlson tiếp tục nhiệm vụ canh phòng tại nhiều trạm chung quanh Okinawa, vào lúc mà máy bay tấn công cảm tử Kamikaze đối phương hoạt động quyết liệt. Trong một lần, máy bay Kamikaze đã đâm trúng con tàu nhưng chiếc máy bay đã đâm xuống nước và bị mất hết động năng quán tính trước khi chạm vào con tàu; quả bom chiếc máy bay mang theo cũng không kích nổ, và thủy thủ trên tàu đã vớt được xác viên phi công cảm tử Nhật đã tử trận.
Rời Okinawa vào ngày 29 tháng 6, 1945, Carlson đi đến Leyte để gia nhập thành phần hộ tống cho một lực lượng tiếp liệu phục vụ cho Lực lượng Đặc nhiệm 38. Hoạt động của đội này đã hỗ trợ cho chiến dịch không kích liên tục của Đệ Tam hạm đội xuống các đảo chính quốc Nhật Bản cho đến khi chiến tranh kết thúc. Nó rời Viễn Đông vào ngày 16 tháng 9 để quay trở về Hoa Kỳ, về đến San Pedro, California, nơi con tàu được cho xuất biên chế vào ngày 10 tháng 12, 1945 và bị bán để tháo dỡ vào ngày 17 tháng 10, 1946.

## Phần thưởng[3]
|  |                           |  |
|  | Bronze star · Bronze star |  |

| Dãi băng Hoạt động Tác chiến (truy tặng) |                                                                         |                                                                         |                                      |
| Huân chương Chiến dịch Hoa Kỳ            | Huân chương Chiến dịch Châu Á-Thái Bình Dương với 2 Ngôi sao Chiến trận | Huân chương Chiến dịch Châu Á-Thái Bình Dương với 2 Ngôi sao Chiến trận | Huân chương Chiến thắng Thế Chiến II |